# Alyssum blancheanum
Alyssum blancheanum är en korsblommig växtart som beskrevs av René Gombault. Alyssum blancheanum ingår i släktet stenörter, och familjen korsblommiga växter. Inga underarter finns listade i Catalogue of Life.